# Samuel Roberts
Samuel Roberts, často označován jako S. R., (6. března 1800 – 24. září 1885) byl velšský spisovatel. Pocházel z vesnice Llanbrynmair. V roce 1843 založil velšskojazyčný časopis Y Cronicl. V roce 1857 odcestoval do amerického Tennessee s nadějí, že zde založí velšskou komunitu. Po deseti letech však svůj pokus vzdal a vrátil se do rodné země. Byl pacifistou, pracoval pro London Peace Society. Byl velkým zastáncem poštovní reformy. V roce 1892, sedm let po jeho smrti, o něm Evan Pan Jones napsal knihu Cofiant y Tri Brawd o Lan-brynmair. Další, tentokrát s názvem Samuel Roberts, Llanbrynmair, následovala roku 1950 a jejím autorem byl Glanmor Williams. Zemřel roku 1885 ve věku 85 let a pochován byl v Conwy.

## Dílo
- Caniadau (1830)
- Cofiant John Roberts (1837)
- Diosg Farm (1854)
- Gweithiau (1856)
- Pregethau a Darlithiau (1865)
- Detholion (1867)
- Crynodeb o helyntion ei fywyd (1875)
- Farmer Careful (1881)
- Pleadings for Reform (1881)
- Hunanamddiffyniad S. R. (1882)
- Caniadau Byrion a Cilhaul (1906)